# فودي موسي سيلا
فودي موسي سيلا (بالفرنسية: Moussa Sylla)‏ هو لاعب كرة قدم غيني في مركز الوسط، ولد في 31 يوليو 1988 في كوناكري في غينيا. شارك مع منتخب غينيا لكرة القدم. أما مع النوادي، فقد لعب مع نادي هورويا.